# Sergelen (distrikt i Mongoliet, Töv)
Sergelen (mongoliska: Сэргэлэн Сум, Сэргэлэн, Sergelen Sum) är ett distrikt i Mongoliet.   Det ligger i provinsen Töv, i den centrala delen av landet, 29 km söder om huvudstaden Ulaanbaatar.